# Greg Harrington
Gregory Dennis Harrington (ur. 18 września 1979) – amerykański koszykarz, występujący na pozycjach rozgrywającego oraz rzucającego obrońcy.
W 2002 roku wziął udział w drafcie do ligi USBL. Został w nim wybrany z numerem 60 przez zespół Dodge City Legend.
W 2005 roku rozegrał kilka spotkań przedsezonowych w izraelskim Maccabi Rishon Le-Zion, natomiast w 2007, w holenderskim Eiffel Towers Den Bosch.

## Rekordy zespołu Tulsa Golden Hurricane
Jest rekordzistą drużyny uczelni Tulsa w:
- liczbie rozegranych spotkań (37) w trakcie pojedynczego sezonu (1999/2000, 2000/01),
- liczbie rozegranych spotkań (37) w pierwszej piątce, podczas pojedynczego sezonu (1999/2000, 2000/01),
- liczbie rozegranych spotkań w karierze (141),
- asyst (551), uzyskanych w trakcie całej kariery (1998–2002),
- asyst (201), uzyskanych w trakcie pojedynczego sezonu (2000/01),
- liczbie celnych rzutów za 3 punkty (6), podczas pojedynczego spotkania (25 stycznia 2001 przeciw San Jose State)
- najwyższej skuteczności (przy minimum 6 oddanych) rzutów za 3 punkty (83,3% – 5 na 6), uzyskanej podczas pojedynczego spotkania (16 stycznia 2001 przeciw Fresno State)
- najwyższej skuteczności (przy minimum 10 oddanych) rzutów wolnych (91,7%), uzyskanej podczas pojedynczego spotkania (22 stycznia 2000 przeciw Hawajom)
- asyst (12), uzyskanych w trakcie pojedynczego spotkania (31 stycznia 2002)

## Osiągnięcia
NCAA
- Mistrz
  - turnieju NIT (2001)[2]
  - sezonu zasadniczego konferencji Western Athletic (1999, 2000)
  - sezonu zasadniczego konferencji USA (2002)
- Uczestnik:
  - rozgrywek NCAA Final Four (2000)
  - rozgrywek Round of 32 turnieju NCAA (1999, 2000, 2002)
- Wicemistrz konferencji WAC (2000)
- MVP WAC według CollegeInsider.com (2002)[3]
- Freshman of the Year (1999)[4]
- Zaliczony do[5]:
  - I składu konferencji Western Athletic (WAC – 2001, 2002)
  - I składu turnieju WAC (2002)
- Lider konferencji Western Athletic w[6]:
  - asystach (2001, 2002)
  - skuteczności rzutów wolnych (2002)
  - średniej asyst (2002)

Indywidualne
- Powołany do udziału w meczu gwiazd Polska – Gwiazdy PLK (2009)[7]
- 2-krotny liderzy PLK w skuteczności rzutów wolnych (2007, 2009)